# Sorte Ørn
Sorte Ørn (originaltitel Braveheart) er en amerikansk stumfilm fra 1925 instrueret af Alan Hale Sr..

## Medvirkende
- Rod La Rocque
- Lillian Rich som Dorothy Nelson
- Robert Edeson som Hobart Nelson
- Arthur Housman som Frank Nelson
- Frank Hagney som Ki-Yote
- Tyrone Power Sr. som Standing Rock
- Jean Acker
- Sally Rand som Sally Vernon
- Henry Victor som Sam Harris